# Rock 'n' Roll Armageddon
Rock 'n' Roll Armageddon è il nono album in studio del gruppo musicale italiano Death SS, pubblicato nel 2018 dalla Lucifer Rising Records.

## Tracce
1. Black Soul – 4:44
2. Rock 'n' Roll Armageddon – 3:58
3. Hellish Knights – 4:33
4. Slaughterhouse – 3:35
5. Creature of the Night – 5:57
6. Madness of Love – 4:55
7. Promised Land – 3:08
8. Zombie Massacre (2018) – 3:42
9. The Fourth Reich – 3:46
10. Witches' Dance (2018) – 4:04
11. Your Life Is Now – 4:44
12. The Glory of the Hawk (2018) – 3:55
13. Forever – 4:27

## Formazione
- Steve Sylvester - voce
- Al De Noble - chitarra
- Glenn Strange - basso
- Bozo Wolf - batteria
- Freddy Delirio - tastiere